# Templo de Laie
El templo de Laie es uno de los templos construidos y operados por la Iglesia de Jesucristo de los Santos de los Últimos Días, el número 7 construido por la iglesia, el primero en Hawái y el primer templo SUD construido fuera de los Estados Unidos continental, ubicado en la costa norte de la isla de Oahu. 
El templo de Laie fue construido sobre una colina a un kilómetro del Océano Pacífico y a 56 km de Honolulu. El templo es una de varias edificaciones SUD de importancia en la localidad, incluyendo un núcleo de la Universidad de Brigham Young (BYU) y el museo cultural de la Polinesia. El centro de visitantes del templo recibe más de 100 mil personas cada año. Los núcleos de BYU en Provo y Idaho también están ubicados adyacentes a un templo SUD.
El templo de Laie es el templo más antiguo fuera del estado de Utah actualmente en operaciones por el movimiento de los Santos de los Últimos Días, anunciado por Joseph F. Smith y dedicado por Heber J. Grant en el día de acción de gracias del año 1919, 16 años antes de la creación de la primera estaca en Hawái. Aunque anteriormente se tenía por costumbre llamarlo Templo de Hawái, la construcción de otro templo en el estado obligó el uso más apropiado de Templo de Laie.

## Historia
Los primeros misioneros SUD partieron para Hawái durante la fiebre del oro de California desde la ciudad de San Francisco a bordo del barco Imaum of Muscat. Al cabo de 20 días en alta mar, el barco llegó al puerto de Honolulu el 12 de diciembre de 1850, una región conocida entonces como las islas Sandwich del Pacífico, en contraposición de las Islas Sandwich del Sur. Después de una semana, dos misioneros fueron asignados a hacer proselitismo en la isla de Kauai, tres de ellos a Lahaina en la isla de Maui, dos a la Gran Isla—nombre con el que se conocía la Isla de Hawái—y dos misioneros se quedaron en Honolulu. Esos nueve misioneros constituían lo que era la misión de las Islas Sandwich. La primera congregación en Hawái se estableció después de un año (1851) en la isla de Maui. Los misioneros llegaron por primera vez a la isla de Lanai en 1854 y a Lāie, en la isla de Oahu, en 1865.

### Laie
En 1865, la Iglesia de Jesucristo de los Santos de los Últimos Días bajo la dirección de Brigham Young, adquirió a un precio de $14 mil, un terreno de 24 km² usado para plantaciones de caña de azúcar como el lugar de reunión para sus fieles en Laie. El precio de compra incluía 500 cabezas de ganado, 500   ovejas, 200 cabras y 26 caballos. Joseph F. Smith, por aquel entonces misionero de 15 años de edad en las islas, propuso la construcción de un templo en Hawái durante una reunión celebrada el 15 de febrero de 1885. George Q. Cannon, uno de los primeros nueve misioneros en llegar a Hawái, también había promovido la idea de un templo en Hawái. En 1915, Joseph F. Smith, entonces presidente de la iglesia de Jesucristo de los Santos de los Últimos Días, anunció oficialmente los planes para construir el primer templo fuera de los Estados Unidos continentales y eligió a Laie como el lugar para la construcción.

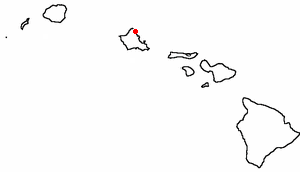
La población de Laie (punto rojo) ubicado en la isla de Oahu.

Al llegar noticia del nuevo Templo de Laie, los conversos nativos de Hawái que vivían en Iosepa, Utah decidieron emigrar de nuevo a las islas. Aunque muchos hawaianos habían vivido en Iosepa desde 1889, el templo más cercano era el templo de Salt Lake City, a más de 100 km de distancia de la colonia hawaiana en Utah. El volver a Laie les dio la oportunidad de estar más cerca de un templo y les permitió llevar a cabo las ordenanzas consideradas sagradas, sin tener que viajar grandes distancias. En enero de 1917, la mayoría de los hawaianos regresaron a sus hogares en el archipiélago de Hawái, dejando a Iosepa convertida en una ciudad fantasma.
El entonces presidente de la iglesia SUD Heber J. Grant presidió en la dedicación del primer templo de Hawái el 27 de noviembre de 1919. Grant elogió a los hawaianos llamándolos descendientes de Lehi, el primer profeta del Libro de Mormón. Después de que abrieran las puertas del templo en Laie, se observó una importante migración de fieles a la isla con el fin de estar más cerca de un templo y de las ceremonias que allí se realizan. El templo también llegó a ser un punto importante de turismo para la isla, algunos folletos y libros de turismo comparando al templo con el Taj Mahal.
El ataque a Pearl Harbor en 1941 dio lugar a varias anécdotas sobre el templo de Laie que enriquecen el folclore mormón. De acuerdo a varias versiones, los pilotos de los aviones japoneses intentaron bombardear o ametrallar el Templo de Hawái justo antes o después del ataque, pero se vieron frustrados bien por fallas mecánicas o por fuerzas de protección invisibles. Algunas versiones sugieren que el piloto japonés que intentó atacar el templo fue convertido luego a la Iglesia SUD al haber visto una foto del templo en manos de los misioneros mormones en Japón. Aunque se ha encontrado al menos un testigo visual que cree haber visto el intento del atentado en contra del templo en Laie, y un exmisionero que dice que conoció al converso piloto japonés, los historiadores han encontrado poca evidencia para validar una versión o la otra.

### Terreno
El templo de Laie se asienta en un amplio terreno conocido como la plantación de Laie. El terreno de 65 000 acres (26 304,6 ha) se ubica a unas 33 millas (53,1 km) de Honolulu. La iglesia bajo Brigham Young adquirió el terreno que fue usado como plantación de azúcar así como el sitio principal de las congregaciones de fieles en Laie. El 1 de junio de 1915 Joseph F. Smith viajó a Laie y eligió el terreno donde se construiría el templo en la ocasión del cumpleaños del ya fallecido Brigham Young. El templo se encuentra hoy en el punto más elevado de este terreno, con visibilidad sin obstrucción al Océano Pacífico.

## Anuncio
En varias ocasiones se había hablado del día en que Laie tendría un templo. Se reportó que en octubre de 1952, John S. Woodbury, uno de los misioneros en Hawái, habló en lenguas durante una conferencia de fieles. Su compañero Francis A. Hammond dice haber traducido el lenguaje de Woodbury en donde concluyó prediciendo la construcción de un templo en la isla. Varios de los primeros misioneros a la isla de Hawái llegaron a ser prominentes apóstoles y autoridades generales de la iglesia los cuales promovieron el ímpetu restauracionista en las islas. Uno de ellos, George Q. Cannon llegó a Hawái en 1900 para instar a sus fieles a ser obedientes con la finalidad de merecer un templo. En 1901 Lorenzo Snow, entonces consejero de la Primera Presidencia SUD inició la promulgación de la necesidad de construir templos en regiones distantes de Utah. 
En mayo de 1915 el senador estadounidense Reet Smoot viajó a Hawái en compañía de Joseph F. Smith, entonces presidente de la iglesia y ambos misioneros del pasado en Hawái. El 29 de mayo de ese año Smith discursó en el funeral de Peter Kealakaihonua, uno de los fieles de la iglesia y en donde Smith presentó la urgencia de construir un templo en la isla para proveer a sus fieles las ceremonias tradicionales sin que estos tengan que viajar a Utah para ello. En la noche del 1 de junio, fecha del natalicio de Brigham Young Smith solicitó al senador Smoot y Charles W. Nibley que les acompañara en una caminata a pie en los entornos de la capilla SUD conocida en la localidad como I Hemolele, que en hawaiano significa “Santidad al Señor”. En su paseo conversaron sobre el tema de que se erija un templo de menor tamaño a los acostumbrados por la iglesia para servir al hawaiano como casa de investidura. Fue en ese lugar que Smith ofreciera una oración dedicatoria del terreno sobre el que se encontraban, propiedad de la iglesia, para la construcción del nuevo templo.
De regreso a Utah, en la sesión del domingo por la mañana de la conferencia general del 3 de octubre de 1915, Smith anunció la construcción del templo en Laie con la entusiasta recepción del anuncio por los fieles presentes. Fue el segundo templo en ser anunciado durante una conferencia general de la iglesia. Fue la primera vez que el terreno del templo se habría dedicado antes del anuncio formal a la iglesia de la construcción del edificio. Fue el segundo templo anunciado fuera de Utah, en 1912 ya se había anunciado la construcción del templo de Alberta, Canadá. Previo a ello habían pasado 37 años desde el último anuncio de la construcción de un templo por la iglesia.

## Diseño
Joseph F. Smith, quien presidía la iglesia para la época de la construcción del templo de Laie quería que la estructura se pareciera a la arquitectura del templo de Salomón referida en el canon bíblico.
La iglesia celebró un concurso de arquitectura para buscar el consejo de los principales arquitectos de la iglesia. De los catorce estudios de arquitectura originalmente involucrados sólo siete entregaron dibujos en diciembre de 1912. Estos dibujos se enviaron de forma anónima para garantizar la equidad al hacer la selección. El obispado presidente de la iglesia anunció el ganador en las prensa del 1 de enero de 1913. Pasaron por alto varios diseños en miniaturas con pináculos similar al del templo de Salt Lake City y concluyeron elegir un diseño moderno realizado por dos arquitectos jóvenes, Hyrum Pope, inmigrante alemán de treinta y dos años y Harold Burton, de solo veinticinco años de edad, hijo de inmigrantes ingleses.
El templo, diseñado por los arquitectos Hyrum Pope y Harold Burton, tiene cierto parecido con el templo de Cardston, Canadá. El diseño de Pope y Burton está fundamentado en el estilo Prairie School, popularizado por el arquitecto Frank Lloyd Wright a comienzos del siglo XX. El templo también evoca elementos de la arquitectura mesoamericana, al parecer un elemento preferido por Burton. El templo fue construido en una fracción del tiempo que les tomó a los pioneros mormones construir los primeros templos de la iglesia. El costo aproximado de $200 mil fue principalmente contribuido por los fondos de la iglesia y entre $40 mil a $50 mil por los habitantes de la isla.

## Construcción

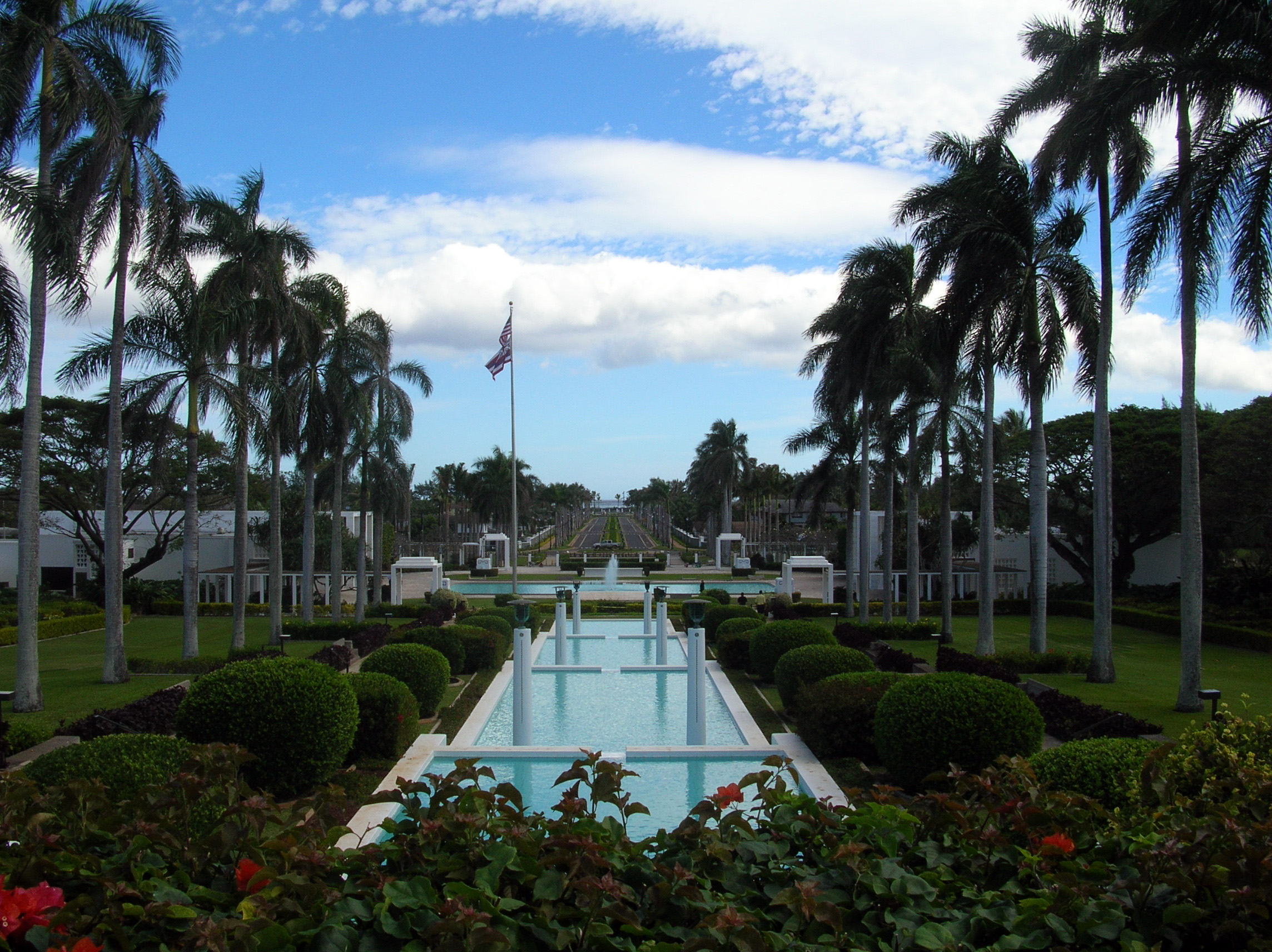
Vista del terreno del templo de Laie desde una de las riveras, vista en dirección al Océano Pacífico.

El templo se encuentra en una colina de 4,5 hectárea que en el pasado fue parte de una plantación de caña de azúcar de gran tamaño. En enero de 1916 la iglesia mudó una de sus capillas existentes junto a la escuela adyacente en el terreno para dar fe a las palabras del ya fallecido Smith que el templo se construiría en el lugar donde se asentaba dicha capilla, conocida por la comunidad por su nombre en hawaiano, I Hemolele. Bajo la dirección de Pope y Burton y los contratistas Hamana Kalili y David Haili, la capilla de nueve toneladas fue elevada con gatos y una vez los cimientos estaban en el aire, se colocó grandes vigas por debajo y contiguas filas de tubos de cuatro pulgadas y aproximadamente 3 pies (0,9 m) de largo sobre maderas sólidas a ambos lados del edificio. Con aparejos y cuerdas largas, el edificio que había sido un lugar prominente de la localidad desde 1883, fue halada colina abajo.
Luego de la movida de la capilla, la construcción del templo comenzó en febrero de 1916. Algunos de los materiales autóctonos incluyen roca de lava aplastada, corales y hormigón armado reforzado con mallas acero. El acabado en blanco brillante del edificio fue creado empleando técnicas de corte neumático de la roca. El templo tiene la forma de una cruz griega cuando se ve desde el aire, el punto más alto del templo es de 15,2 m. El edificio mide 102 pies (31,1 m) de este a oeste y 78 pies (23,8 m) de norte a sur. El exterior de la cara frontal continúa el diseño en forma de cruz griega, pero no tiene pináculos, una rareza entre los templos de la Iglesia SUD. Además del Templo de Laie, solo otros dos templos fueron construidos sin pináculos, el Templo de Cardston y el Templo de Mesa, Arizona. Las excavaciones durante las renovaciones de 2008 a 2010 revelaron que las históricas paredes exteriores de hormigón moldeado in situ fueron enlucidas y luego pintadas de blanco. Las paredes interiores, que también eran principalmente de hormigón moldeado, fueron enlucidas y luego pintadas, o cubiertas con un revestimiento para paredes. Una pequeña cantidad de paredes interiores se hicieron con pilares de madera y luego recubiertas con listones y yeso.
De acuerdo con el folclore mormón, los materiales preciosos usados para la construcción del templo fueron proveídos de manera milagrosa. Se dice, por ejemplo, que la madera (un bien escaso en las islas) usado durante la construcción inicial estaba llegando a consumirse por completo sin poder conseguir más cuando súbitamente un buque encalló obligándolo a descargar parte de su cargamento de madera, el cual fue adquirido inmediatamente por la iglesia para su templo y en cantidades suficientes para completar la construcción. Sin embargo, no existen reportes del barco encallado previo a 1970 aunque confirmado por el isleño Gus Kaleohano y tres damas hawaianas Viola Kehau Peterson Kawahigashi, Ruby Kekauoha Enos, y Mary Kamuoha Pukahi. Rudger Clawson quien presidió el Cuórum de los Doce Apóstoles de su iglesia durante la construcción del templo, reportaba con detalle las procedencias de la construcción. Los reportes de Clawson indican que la madera y otros elementos importados provenían desde San Francisco, pero no hay mención de deficiencias en la cantidad de madera necesitada para los planes. 

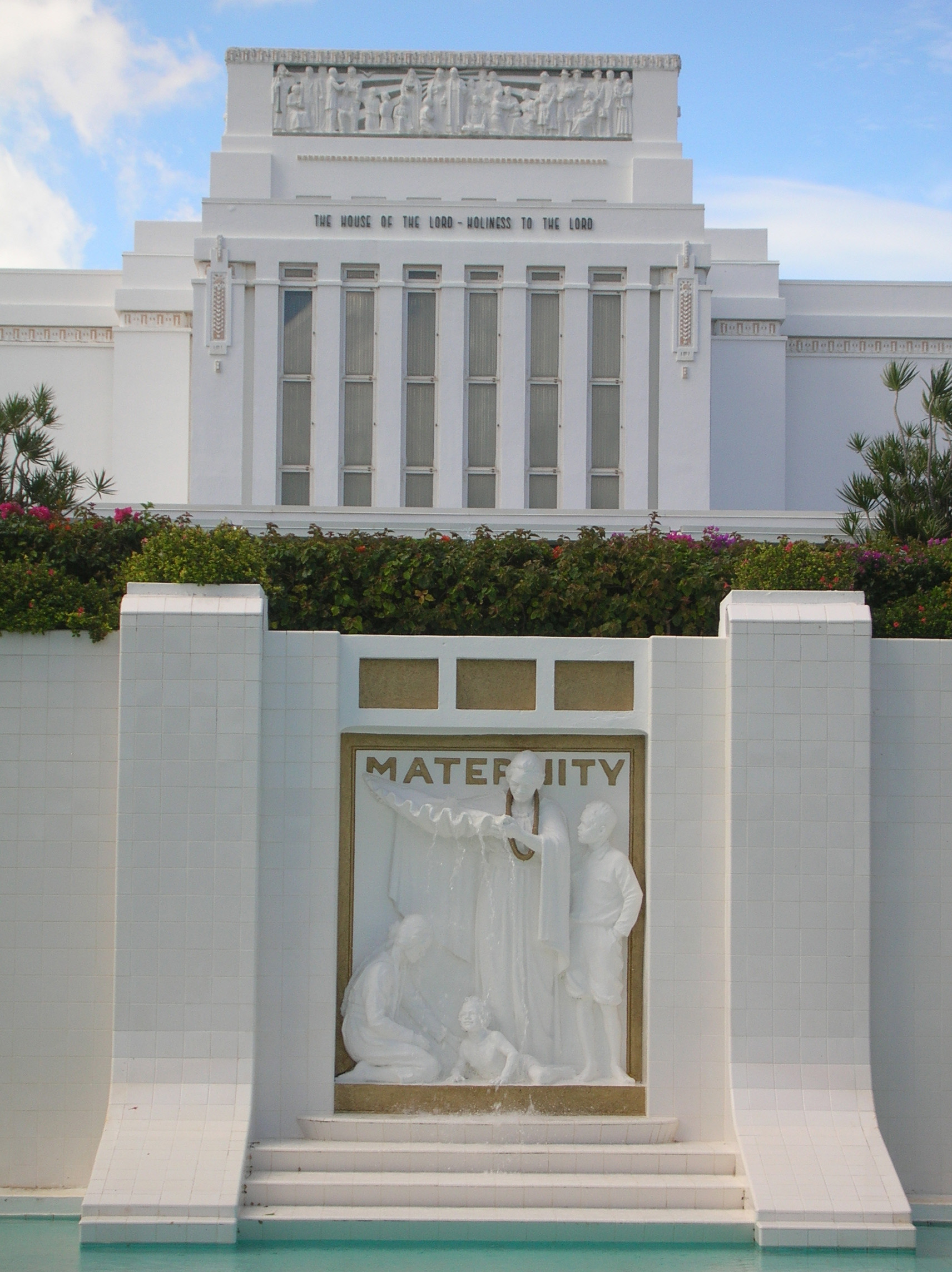
Templo de Laie mostrando el friso en su pared superior y la fuente de la maternidad.

### Frisos
Al igual que los templos de Cardston y Mesa, la escultura también decora el exterior del templo de Laie. Debajo de la cornisa en el frente de cada pared, cuatro paneles de friso (tallados en bajorrelieve) cada uno representando un elemento distinto del Movimiento de los Santos de los Últimos Días. El artista SUD J. Leo Fairbanks esculpió en yeso cocido con ayuda de su hermano Avard Fairbanks las cuatro piezas de frisos tallados que decoran cada lado de la parte superior del templo. Estas figuras fueron ejecutadas en alto relieve al estilo de la escultura griega y románica que se había vuelto popular para los edificios y monumentos públicos victorianos. Este cambio en el diseño exterior del templo aumentó su sensación clásica en contraste con el templo canadiense más geométricamente moderno.
El friso en la pared Norte representa la historia del Libro de Mormón. El friso occidental muestra una escena del Antiguo Testamento. El Nuevo Testamento y la Gran Apostasía están representados en el friso de la pared sur, mientras que las epifanías de Joseph Smith se muestra en el friso Este del edificio. En el terreno del templo también hay estatuas diseñadas por los hermanos Fairbanks, incluido a Smith siendo bendecido por su padre y uno del personaje del Libro de Mormón Lehi en una escena del Segundo Libro de Nefi.
Rodeado por una serie de piscinas reflectantes se encuentra una fuente en honor a la maternidad, igualmente diseñado por los hermanos Fairbanks. Este relieve honra la maternidad hawaiana y se ve representada a una madre hawaiana sosteniendo una concha de almeja gigante mientras vierte agua sobre sus hijos.

### Murales
El templo de Laie contiene en su interior una serie de murales históricos y modernos. El encargo de los murales para los tres salones de ordenanzas del templo fue dado por primera vez en 1916 a Fritzof E Weberg, un artista noruego convertido a la iglesia en noruega en 1899. Poco después de arribar a Salt Lake City, participó en pintar los murales del salón de la Creación en el Templo de Salt Lake City. Su estilo de paisaje realista y dramático reflejaba su formación europea. El pintor estadounidense Lewis A Ramsey también fue comisionado por la iglesia para ir a Hawái y ayudar a Weberg. Ramsey había estudiado en París junto a los hermanos Fairbanks en 1902 y 1903. En Hawái Weberg se volvió irracional y a veces sujeto a grandes cambios de carácter y arrebatos incontrolados de temperamento, al borde de la violencia. Luego de conflictos entre los artistas y batallas legales, Weberg fue hospitalizado en 1916 en un asilo psiquiátrico en Provo, Utah.
A comienzos de 1917 Ramsey desarrolló nuevos bocetos para los murales que completó en las tres habitaciones. Algunas fotografías de estos murales han sobrevivido a través de los años en el álbum de recortes de la familia de Ramsey. En los murales para el salón de la Creación y del Jardín de Edén, el océano y el follaje tropical en los murales sugieren un paisaje hawaiano local mientras que para la mitad que representa el mundo solitario y lúgubre, la escena del mural se trasladó a las montañas rocosas con ciervos y osos. Ramsey había recomendado no montar el lienzo para los murales directamente sobre las paredes por temor a problemas de humedad. Sus sugerencias fueron rechazadas y apenas se terminaron los murales comenzaron a deteriorarse por la humedad y el moho. Los arquitectos Pope y Burton llegaron para inspeccionar el progreso del templo en el verano de 1917. Con los murales deteriorándose en los salones, los arquitectos decidieron eliminarlas todas y empezar de nuevo.
Los murales quedaron a cargo de un artista joven sirviendo como misionero en Hawáai, Leconte Stewart. Su formación en la liga de estudiantes de arte de Nueva York le calificó para la asignación, pintando vistas alrededo de la isla y del océano. En colaboración con los arquitectos, Leconte preparó bocetos en miniatura. Para los murales de la sala de La Creación usó una serie de paneles largos y estrechos enmarcados en molduras en lugar de llenar todas las paredes con el mural. Este enfoque decorativo integró las pinturas con las molduras horizontales alrededor de la habitación de una manera similar a los interiores de Frank Lloyd Wright y algunos arquitectos modernos europeos contemporáneos. Stewart ayudó a seleccionar alfombras, muebles y colores de pintura para el interior del templo que complementaban sus pinturas.
El estilo de los murales de Stewart era diferente del trabajo anterior de Weberg y Ramseys. Stewart había aprendido la técnica impresionista iniciada en Francia por Monet, Renoir y Seurat como sus maestros impresionistas franceses y estadounidenses. Stewart a veces usaba pequeñas pinceladas de colores puros sin mezclar para construir sus imágenes impartiendo así para ellos una cualidad reluciente, una técnica llamada puntillismo. Alma B. Wright, profesor de arte de Utah contribuyó con el misionero en pintar el salón del Mundo y el baptisterio.

## Renovaciones

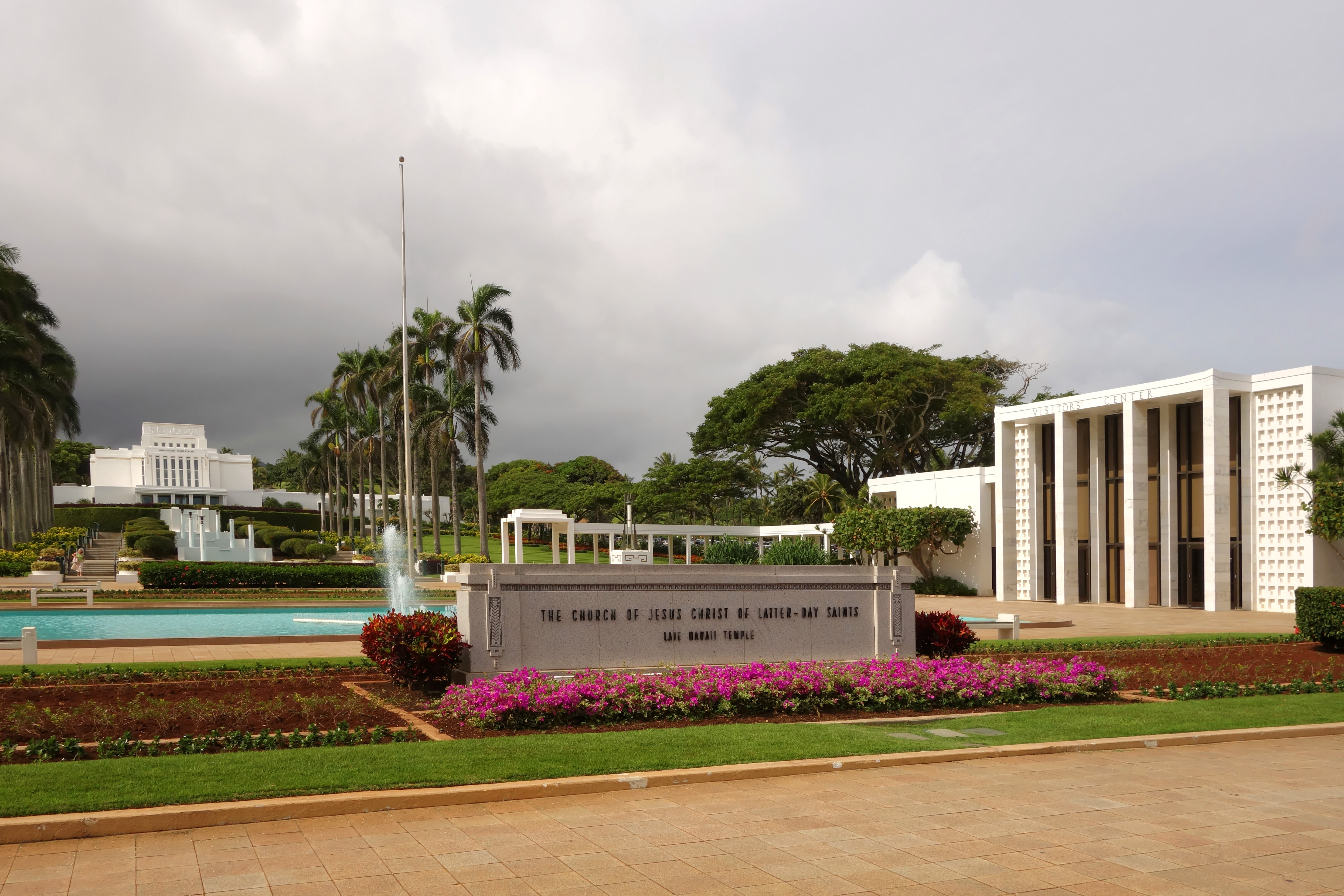
Templo de Laie al fondo, centro de visitantes a la derecha de la imagen.

En mayo de 1976 el templo de Laie cerró para cumplir un proyecto de remodelación de dos años que cubrió una ampliación desde 980 m² a más de 4.400 m². Una vez culminadas las renovaciones, el entonces presidente de la Iglesia Spencer W. Kimball dedicó el templo el 13 de junio de 1978. Una nueva renovación de 14 meses a partir de 2003 con un costo de unos $5.5 millones, incluyó el embellecimiento del templo y sus alrededores a lo largo de Hale Laa bulevar que conduce al templo. El proyecto incluyó la sustitución de pinos de Norfolk que habían sido víctimas de una infestación de termitas por palmas reales, iluminación decorativa añadida a las terrazas, jardines y la instalación de glorietas. Al mismo tiempo, el Centro de Visitantes se actualizó con quioscos interactivos y nuevas pantallas ilustrativas.
El templo de Laie volvió a cerrar el 29 de diciembre de 2008, para una amplia remodelación y renovación. Se planificaron mejoras estructurales importantes y las reparaciones mecánicas, mejorar la usabilidad para las personas discapacitados y fortalecer la estructura del templo. Durante las renovaciones, los fieles asisten al templo de Kona, en la isla grande. Se espera que el templo de Laie abra de nuevo en 2010.

## Dedicación
El templo SUD de la ciudad de Laie fue dedicado para sus actividades eclesiásticas el 27 – 30 de noviembre de 1919, por el entonces presidente de la iglesia Heber J. Grant. Se esperaba que Joseph F. Smith, predecesor de Grant y quien liderizó el anuncio y construcción del templo sería quien dedicara el templo como símbolo final de su gestión como presidente de la iglesia. La pandemia de gripe de 1918 contagió a Smith quien falleció de neumonía en noviembre de 1918. La dedicación del templo fue pospuesta en vista de la pandemia hasta fines de 1919. Para ese año la iglesia registró medio millón de bautizados, 79 estacas y se habían realizado unas 78 mil investiduras en los templos hasta entonces construidos. La ceremonia dedicatoria ocurrió en el salón celestial del templo en cinco servicios dedicatorios, dos el jueves 27 de noviembre, dos el viernes, dos el sábado 29 y uno exclusivo para unos 235 niños presentes de la isla el día domingo. Un total de aproximadamente 1240 fieles asistieron a estos servicios dedicatorios.
Después de las renovaciones de los años 1970, el templo fue dedicado nuevamente por Spencer W. Kimball en nueve sesiones del 13 - 15 de junio de 1978. Anterior a ello, del 2 al 27 de mayo de ese mismo año, la iglesia permitió un recorrido público de las instalaciones y del interior del templo al que asistieron unos 16.000 visitantes. Unos 9.000 miembros de la iglesia e invitados asistieron a la ceremonia de dedicación, que incluye una oración dedicatoria. El entonces gobernador de Hawái, George R. Ariyoshi, asistió a una de las sesiones de conmemoración de la rededicación del templo.

## Otra bibliografía
- Britsch, R. Lanier (1991). Moramona: The Mormons in Hawaii. Mormons in the Pacific series. Laie, Hawaii: Institute for Polynesian Studies. ISBN 0939154463.
- Budnick, Rich (2005). Hawaii's Forgotten History: 1900-1999: The Good...The Bad...The Embarrassing. Honolulu, Hawaii: Aloha Press. pp. 46. ISBN 0944081045.
- Compton, Cynthia D. Woolley (Dec. 2005). The Making of the Ahupuaʻa of Lāʻie into a Gathering Place and Plantation: The Creation of an Alternative Space to Capitalism (PDF). Ph. D. dissertation. Brigham Young University. Consultado el 28 de junio de 2008. (enlace roto disponible en Internet Archive; véase el historial, la primera versión y la última).
- Dorrance, William H. (1998). Oʻahu's Hidden History: Tours Into the Past. Honolulu, HI: Mutual Publishing. ISBN 1-56647-211-3.
- Fairbanks, Eugene F.; Avard Tennyson Fairbanks (1998). A Sculptor's Testimony in Bronze and Stone: The Sacred Sculpture of Avard T. Fairbanks. Fairbanks Art and Books. ISBN 0916095584. (requiere registro).
- Garrett, John (1992). Footsteps in the Sea: Christianity in Oceania to World War II. Narrative History of Christianity in the Pacific Islands 2. Suva and Geneva: Institute of Pacific Studies, University of the South Pacific. World Council of Churches. ISBN 982-02-0068-7.
- Sterling, Elspeth P.; Catherine C. Summers (1978). Sites of Oahu. Honolulu: Bishop Museum Press. pp. 155-160. ISBN 0910240736.
- Webb, Terry D. (2001). «The Temple and the Theme Park».  En Joy Hendry & C. W. Watson, ed. An Anthropology of Indirect Communication. [Association of Social Anthropologists Monographs 37]. London and New York: Routledge. pp. 128-142. ISBN 0415247446.

- Datos: Q1752316
- Multimedia: Laie Hawaii Temple / Q1752316